# ペガサス・ハネムーン
「ペガサス・ハネムーン」は、1983年8月10日に発売された木元ゆうこの2枚目のシングル。

## 収録曲
- 両楽曲共に、作詞：阿木燿子／作曲：鈴木キサブロー／編曲：萩田光雄

1. ペガサス・ハネムーン（3分18秒）
2. 美少女メーカー（3分36秒）